# Benjamin Whitrow
Benjamin ("Ben") Whitrow (Oxford, 17 februari 1937 – Wimbledon in Londen, 28 september 2017) was een Brits acteur. Hij was sinds 1981 lid van de Royal Shakespeare Company.
Whitrow werd genomineerd voor een BAFTA voor zijn rol als Mr. Bennet in de BBC-serie Pride and Prejudice uit 1995.

## Selecte filmografie
- Chicken Run als Fowler
- The Queen's Sister als Cronin
- Restoration als Merivels vader
- Pride and Prejudice als Mr. Bennet
- Clockwise als hoofdmeester
- The New Statesman als Paddy O'Rourke
- Chancer als Robert Douglas
- Brimstone and Treacle als Businessman
- Play for Today als Josh
- Troilus and Cressida als Ulysses
- The Sweeney als Det. Chief Supt. Braithwaite
- The Brontes of Haworth als Arthur Bell Nicholls